# الوضع السياسي في تايوان
أحياناً، يُشار إلى النزاع المتعلق بالوضع السياسي في تايوان باسم قضية تايوان أو قضية مضيق تايوان أو من وجهة نظر تايوانية بقضية البر الرئيسي، والذي يُعد ناتجاً عن الحرب الأهلية الصينية وانقسام الصين الذي تلاها في الوقت الحالي إلى كيانين ذاتيين الحكم: جمهورية الصين الشعبية (المعروفة عامةً باسم الصين) وجمهورية الصين (المعروفة عامةً «بتايوان»).
تتوقف هذه القضية على فيما إذا يجب أن تبقى جزيرة كل مِن تايوان، وبينغو، والكينمِن، وماستو ضِمن أراضي«آر أو سي» ككيان مُستقِل ذاتي الحكم فعلياً، لتصبح مُتحدةً مع «جمهورية الصين الشعبية» وفقاً للحكومة الشيوعية الحالية؛ لتتحول «آر أو سي» إلى جمهورية تايوان الجديدة؛ أو لتتوحد مع البر الرئيسي وفقاً لحكومة «آر أو سي»(بعد انحلال حكومة «جمهورية الصين الشعبية»).
يتعلق هذا النزاع أيضاً بالوضع الحالي والقانوني كدولة ذات سيادة لكلاً من «آر أو سي» و«بّي آر سي» الذي يُعد قانونياً باعتباره مسألة قانونية دولية.
في الوقت الحالي، شكلت كل من تايوان Taiwan وبينغو penghu وماتسو Matsu وبعض الجزر الصغيرة الأخرى ولاية قضائية للدولة بالأسم الرسمي لجمهورية الصين«آر أو سي» لكنها بشكل عام تُعرف بأسم «تايوان». «آر أو سي» التي فرضت سيطرتها على تايوان (بالأضافة إلى البينغو penguin والجُزُر المجاورة الأخرى) في عام 1945، حكمت بر الصين الرئيسي وطالبت بالسيادة على منغوليا الخارجية (منغوليا الحالية) وتانو أوريانكي (جزء من توفا الحالية وروسيا) قبل هزميتها في الحرب الأهلية الصينية أمام الحزب الشيوعي في الصين (سي بّي سي) ونقل حكومتها والمدينة العاصمة من نانجنغ Nanjing (تُنطق بشكل رسمي نانجنك Nanjink)، إلى تايبيه كعاصمة مؤقتة في ديسمبر لعام 1949. وأسس الحزب الشيوعي الصيني (سي بي سي) حكومة جديدة على البر الرئيسي بأسم الجمهورية الصينية الشعبية في أكتوبر لعام 1949.
منذ أن فقدت جمهورية الصين مقاعدها في ألأمم المتحدة باسم الصين في عام 1971(إستُبدلت ب«جمهورية الصين الشعبية»)، غيرت أغلب الدول المُستقلة اعترافاتها الدبلوماسية ضد «بّي آر سي»، إذ اعترفت ب «جمهورية الصين الشعبية» بأنها ممثلة عن الصين أجمعها، على الرغم من أن أغلبية الدول تتفادى توضيح ما تعنيه الصين بالأقاليم لِتضمها إلى كلاً من «جمهورية الصين الشعبية» و«آر أو سي». اعتباراً من 20 سبتمبر 2019، ستحافظ «آر أو سي» على علاقاتها الدبلوماسية الرسمية مع 14 من الدول الأعضاء من الأمم المتحدة والكرسي الرسولي، مع أنها حافظت على العلاقات غير الرسمية مع جميع الدول الأخرى تقريباً. تُدير مؤسسات الحكومات الأجنبية، لا سيما المؤسسة الأمريكية الموجودة في تايوان، السفارات والقنصليات ذاتها التي تديرها في تايوان بشكل فعلي في معظم الدول التي تندرج تحت اسم «المكتب النيابي لتايبيه» (تي آر أو) أو المكتب (النيابي) الثقافي والاقتصادي لتايبيه«تي إِي سي أو». وفي سياق محدد، يُشار أيضاً إلى تايوان بأسم تايبيه الصينية.
تابعت حكومة «آر أو سي» في السابق أدعاءها باعتبارها الحكومة الشرعية الوحيدة بطريقة فعّالة بشأن بر الصين الرئيسي وتايوان. حيث بدأ الوضع بالتغيير في أوائل التسعينات، كإدخال الديمقراطية واستبدال القادة التايوانيين الجُدُد الذين إنتُخِبُوا، بشخص لا يطعن بشرعية حكم جمهورية الصين الشعبية بطريقة فعّالة على بر الصين الرئيسي. غير أن، مع عودة انتخاب الكومنتانج (كي أم تي، «الحزب الوطني الصيني») إلى السلطة التنفيذية في 2008، قد عادت حكومة «آر أو سي» لموقفها أن «بر الصين الرئيسي هو كذلك جزء من آراضي آر أو سي». إن كلاً من «بي آر أو» و«آر أو سي» تُقيم علاقاتٍ عبر المضيق عن طريق هيئاتٍ مختصة (ولا سيما، مجلس شؤون البر الرئسي ل «آر أو سي»)، بدلاً من خلال وزارات أجنبية. للمجاميع المُختلفة مفاهيم مُختلفة بشأن ما الذي عليه الوضع السياسي الرسمي الحالي لتايوان Taiwan.(أنظُر ايضاً: أعادة توحيد الصين، استقلال تايوان، والعلاقات عبر المضيق). بالأضافة إلى إن، من الممكن أن يكون الوضع مضطرباً بسبب الأطراف المختلفة والجهود المبذولة من قبل عدة مجاميع للتعامل مع النزاع خلال سياسة ازدواج المعنى المتعمد. الحل السياسي أن يُقبل من قِبل العديد من المجاميع الحالية وجهة نظرهم حول الوضع الراهن: مُعاملة تايوان Taiwan بشكل غير رسمي كدولة ولأدنى حد، لتعلن رسمياً بعدم دعم حكومة الدولة بإنشاء إعلانٍ رسمي للإستقلال، ليس واضحاً ما سيحتويه إعلاناً رسمياً للإستقلال ومن الممكن ان يكون غامضاً مزوداً بالحقيقة التي تشير إلى أن لا يُمكن لجمهورية الصين الشعبية السيطرة على تايوان وجمهورية الصين لا تزال موجودة، حتى وإن قل التوازن.
يُقبَل بالوضع الراهن بشكل كبير لأنه لا يحدد الوضع القانوني أو المستقبلي لتايوان Taiwan، تاركاً كل مجموعة تُفسر الوضع بطريقة مقبولة سياسياً لأعضاءها. في الوقت ذاته، إنتُقدت سياسة الوضع الراهن لأنها ستصبح خطيرة تماماً وذلك لوجود عدة تفسيرات مختلفة لجوانب مختلفة حول ما سيكون عليه الوضع الراهن، مؤدياً إلى احتمالية حدوث حربٍ عن طريق إتباع سياسة حافة الهاوية أو خطأ في التقديرات. تسعى جمهورية الصين الشعبية لوضع حد لمسألة استقلال تايوان فعلياً عن طريق عملية إعادة التوحيد. ففي حال رفضت تايوان هذه العملية، فأن جمهورية الصين الشعبية مُستعدة لأستخدام قوتها عن طريق الوسائل العسكرية لغرض الحصول على الاتحاد.

## الخلفية
إستُوطِنت تايوان اولاً (بإستثناء بينغو penghu) من قِبل شعوب أسترالية ميكرونيزية وإستُعمِرت بواسطة الهولنديين الذين قدِموا في عام 1623. استمر حكم مملكة تونغنغ Tunging، السلالة الحاكمة لحكومة هان الصينية الأولى لتايوان، من عام 1661 إلى 1683.ففي عام 1683، حكمت سلالة تشينغ الحاكمة تايوان كولاية، وفي عام 1875، قُسمت الجزيرة إلى مقاطعتين.وفي عام 1885، فُصلت الجزيرة إلى مقاطعة صينية لزيادة سرعة التطور في هذه المنطقة. تنازلت سلالة تشينغ الحاكمة عن تايوان Taiwan وبينغو penghu لليابان في 1895; جراء الحرب الأولى لساينو اليابانية. وحاصرت القوات اليابانية في تايوان جمهورية الصين في نهاية الحرب العالمية الثانية لوضع تايوان Taiwan تحت سيطرة الحكومة الصينية مرة آخرى بعد 50 سنة من خضوعها للحكم الياباني. وبعدها ستطالب«آر أو سي» بالسيادة بناءاً على حكومة سلالة تشينغ الحاكمة، وتصريح القاهرة، وتصريح بوتسدام ووثيقة إستسلام اليابان لكن هذا لاق نِزاعاً من قِبل المجاميع المؤيدة للأستقلال في السنوات اللاحقة بسبب وجهات النظر المختلفة التي تشير إلى قانونية الوثائق. عند خسارة الحرب الأهلية الصينية في عام 1949، انسحبت حكومة «آر أو سي» باتجاه تايبيه Taipei, وأبقت سيطرتها على جزر قليلة بجانب ساحل بر الصين الرئيسي، وفي جنوب بحرالصين. أُُسِسَت جمهورية الصين الشعبية في بر الصين الرئيسي في 1 أكتوبر 1949، مُدعيةً انها تكون الوريثة ل«آر أو سي».
كيموي Quemoyوماتسو Matsu، وووجي wuchiu الموجودة على ساحل فوفكين fufkinو تايبنغ Taiping، وبراتاس pratas في جنوب بحر الصين هي جزء من الأراضي الحالية ل«آر أو سي» لكن لن يتم التنازل عنها لليابان. فبعض المناقشات المؤيدة لأستقلال تايوان لا تنطبق على تلك الجزر.

### التنازل، والتراجع، والوضع القانوني، وتقرير مصير تايوان
الصين، اثناء تخلي سلالة تشينغ الحاكمة عن جزيرة تايوان وانضمام بينغو penghu لليابان «بشكل ابدي» في نهاية حرب سانيو اليابانية الأولى بالتوقيع على معاهدة شيمونوسِكي. في مؤتمر القاهرة لعام 1943، إتفقت القوات المتحالفة بأن تُعيد اليابان كل الأراضي الصينية التي أستولت عليها وخاصةً إدراج ل«فورموزا Formosa وبينغو penghu» ضمن جمهورية الصين بعد هزيمة اليابان.
وفقاً لكلاً من جمهورية الصين الشعبية وجمهورية الصين، فأن هذه الإتفاقية مُنِحت حقوقاً قانونية مِن قِبل وثيقة إستسلام اليابان في عام 1945. وحدد سفير جمهورية الصين للأمم المتحدة وانغ ينغفان wang Yingfan مواعيداً عدة في اللجنة العامة للأمم المتحدة: «تُعد تايوان جزء لا يتجزأ من أراضي الصين مُنذ القدم» و«قد أكد كل من تصريح القاهرة في عام 1943 وتصريح بوتسدام في عام 1945 للمرة الثانية بوضوح شروط سيادة الصين على تايوان باعتبارها مسألة قانونية دولية». ترفض«بّي آر سي» المشاركة في النقاشات التي ينقصها وجود معاهدة محددة (معاهدة سلام سان فرانسيسكو) ناقلةً سيادة تايوان إلى الصين بالإشارة إلى أن لا «بّي آر سي» ولا «آر أو سي» كانتا مُوقعتين على معاهدة كهذه، وعاقدةٍ لمعاهداتٍ غير مرتبطةٍ بمطالبات الصين.كذلك، وفقاً لمعاهدة شيمونوسِكي، فأن الصين فرضت سيطرتها وصلاحياتها القضائية على تايوانTaiwan(فورموزا Formosa) قانونياً إلى الأبد، وبالتالي فأن هذه المعاهدة تمثل أقرار اليابان بأعادة السيطرة للصين على تايوان بالإضافة إلى مطالبات سفير «بّي أر سي» للأمم المتحدة، وانغ ينغفان Wang yingfan, بحق الصين بالسيطرة على تايوان باعتبارها غير مهمة ولم يتم دعمها قانونياً. تعتبر حكومة الأمم المتحدة وحكومة المملكة المتحدة إن تصريح القاهرة لعام 1934 هو عبارة عن تصريح فحسب أُصدِر في زمن الحرب لغاية ما ولا يمكنه لوحده ان يُحوِّل السيادة على تايوان من اليابان للصين.
طالبت«آر أو سي» بأن تُسلِّم معاهدة تايبيه السيادة بشكل مطلق على تايوان إليها، غير أن، وزارة الخارجية الأمريكية لم تتفق مع هذا التفسير في مذكرة ستار الخاصة بها لعام 1971.

### مُناقشة الوضع القانوني وفقاً للقانون الدولي
من ناحيةٍ أخرى، يزعم عدد من مؤيدي استقلال تايوان بأن تايوان لم تكن متحدة رسمياً كأحد الأقاليم الصينية وفقاً لسلالة تشينغ الحاكمة في عام 1683، وكمقاطعة في عام 1885.فيما بعد، كانت تايوان تُشكل جزءاً من اليابان بموجب القانون، عندما تم تأسيس «آر أو سي» في عام 1912، بسبب معاهدة شيمونوسِكي لعام 1895ولهذا لم تكن تشكل جزءاً
من الجمهورية الصينية.وكذلك لأن تصريح القاهرة لم يكن بياناً صحفياً موقعاً عليه، ويرى مؤيدو الاستقلال إن الأثر القانوني للتصريح موضعاً للتساؤل. علاوة على ذلك، أشاروا إلى أن وثيقة إستسلام اليابان لم تكن أكثر من هدنة، و "وسيلة للتعايش" في الطبيعة، والتي قُدمَت على انها إتفاقية مؤقتة أو وقتية وقد يتم إستبدالها بمعاهدة سلام. لذلك، فقط احتلال تايوان العسكري الذي بدأ في 25 أكتوبر 1945، وكلاً من معاهدتي سان فرانسيسكو وتايبيه أجروا سيادة قانونية على وثيقة الإستسلام. لم تنقل هذه المعاهدات مُلكية تايوان من اليابان للصين. وفقاً لهذه الحجة، أستعاد شعب تايوان سيادته على تايوان عندما تنازلت اليابان عن سيادة تايوان في معاهدة سان فرانسيسكو (معروفة ايضاً بمعاهدة سان فرانسيسكو للسلام، أس أف بّي تي) في عام 1951، استناداً لسياسة تقرير المصير التي قد تُطبق على "الآراضي التي تم تحريرها من دولٍ معاديةٍ" نتيجةً للحرب للحرب العالمية الثانية" كما تم تعريفها بموجب مادتيّ 76 باء و77 باء لدستور الأمم المتحدة وكذلك بموجب الإتفاقية الدولية لمؤتمر بالتا. لم تكن الجمعية العامة للأمم المتحدة راضية بالتحديد عن هذا الحجة، وقد تم رفض مطالبات «آر أو سي» لدخول الأمم المتحدة 15 مرةً.
بالرغم من أن تفسير معاهدة السلام تم إستخدامه للطعن بشرعية «آر أو سي» على تايوان قبل فترة التسعينات، فإن إجراء الانتخابات الشعبية في تايوان عملت على تسوية هذا الموقف. إذ يؤيد أغلب التايوانيين نظرية السيادة الشعبية، بإستثناء أشد المؤيدين تطرفاً ولم يعودوا يرون الكثير من النزاعات بين نظرية السيادة هذه وموقف «آر أو سي».
وبذلك، فإن إدارة حكومة «آر أو سي» في الوقت الحالي ليست «آر أو سي» ذاتها التي وافقت على إستسلام اليابان لأن السلطات الحاكمة مُنحت تفويضاً شعبياً من قِبل مجاميع مختلفة من الدوائر الانتخابية: أحدها جمهور ناخبين بر الصين الرئيسي، والأُُخريات هي دوائر انتخابية تايوانية. في الواقع، قد أكد الرئيس السابق شين شو-بيان مراتٍ عدة على نظرية السيادة الشعبية في خطاباته.
ومع ذلك، فمنذ عام 2010، لا يزال النزاع بين هاتين النظريتين يلعب دوراً في سياسات تايوان الداخلية. تشير نظرية السيادة الشعبية التي أكد التحالف الأخضر عليها إلى أن تايوان يمكنها إِحداث تغييرات دستورية أساسية من خلال إجراء إستفتاء شعبي. وتشير نظرية «آر أو سي» القانونية، التي أيدها التحالف الأزرق إلى أن أي الحكم الياباني 1895-1945
تغييرات دستورية أساسية ستتطلبّها فإنه يجب اتباع إجراءات تعديل لدستور «آر أو سي».
منذ عام 2008، أستناداً لحكومة ما ينغ جيو Ma ying-jeou، فإن لدى تايوان حكومة ملائمة من أجل سياسة الصين الواحدة، ونقلاً عن مجلة تايبيه تايمز أن ما Ma يعتقد بأن حكومته جزءاً من الصين.

## نظرة تاريخية عامة

### 1895-1945-حكم اليابان

#### معاهدة شيمونوسيكي
تنازلت سلالة تشينغ الحاكمة الصينية عن تايوان (فورموزا) بما في ذلك بسكادورز بشكل دائم إلى الإمبراطورية اليابانية من خلال المادتين 2b و2c من معاهدة شيمونوسيكي في 8 مايو 1895 ضمن معاهدة تصفها الصين بغير المتكافئة. لم تدخل مجال التنازل أي من جزر كنمن وماتسو على ساحل فوكيان وجزر بحر جنوب الصين التي تديرها حاليًا جمهورية الصين في تايوان.
في عام 1895، بعد معاهدة شيمونوسيكي، أعلن المسؤولون في تايوان الاستقلال على أمل إعادة الجزيرة إلى حكم تشينغ. انهارت جمهورية تايوان (1895) بعد 12 يومًا بسبب الاقتتال السياسي، لكن القادة المحليين واصلوا المقاومة على أمل تحقيق الحكم الذاتي. وسحق اليابانيون القادمون محاولة استقلال الجزيرة في حملة استمرت خمسة أشهر.
أُطيحت لاحقًا سلالة تشينغ الصينية واستُبدلت بجمهورية الصين (آر أو سي). عند اندلاع الحرب الصينية اليابانية الثانية، أعلنت جمهورية الصين أن معاهدة شيمونوسيكي لاغية ضمن إعلانها الحرب على اليابان. سرعان ما التحمت الحرب بالحرب العالمية الثانية، وهُزمت اليابان لاحقًا في عام 1945 على يد قوات الحلفاء التي كانت جمهورية الصين جزءًا منها.

#### إعلان بوتسدام واستسلام اليابان
دخلت الولايات المتحدة الحرب في ديسمبر 1941. وشنت القوات العسكرية الأمريكية معظم الهجمات العسكرية ضد المنشآت اليابانية والقوات اليابانية في تايوان. في مؤتمر القاهرة، اتفقت الولايات المتحدة والمملكة المتحدة وجمهورية الصين على إعادة تايوان إلى جمهورية الصين بعد الحرب. أُعلِن عن هذه الاتفاقية ضمن إعلان القاهرة وإعلان بوتسدام، وحددت شروط استسلام اليابان ونصت على تنفيذ بنود إعلان القاهرة.
عندما استسلمت اليابان دون قيد أو شرط، قبلت ضمن صك الاستسلام شروط إعلان بوتسدام. أُشير إلى القوات اليابانية في تايوان للاستسلام لممثلي القائد الأعلى لقوات للحلفاء في مسرح عمليات الصين، شيانج كاي شيك (أي القوات العسكرية لجمهورية الصين) نيابة عن الحلفاء وفقًا لتوجيهات الجنرال دوغلاس ماكارثر رئيس الحكومة العسكرية للولايات المتحدة، وجاء هذا ضمن الأمر العام رقم 1 الصادر في 2 سبتمبر 1945. أعلن الرئيس التنفيذي لجمهورية الصين تشين يي يوم 25 أكتوبر 1945 أنه «يوم استرداد تايوان».        

### 1945-الوقت الحاضر-حالة ما بعد الحرب العالمية الثانية

#### 1947-حادثة 228
عندما اندلعت حادثة 228 في 28 فبراير 1947، أعدت القنصلية العامة للولايات المتحدة في تايبيه تقريرًا في أوائل مارس يدعو إلى التدخل الفوري باسم الولايات المتحدة أو الأمم المتحدة. استنادًا إلى الحجة القائلة بأن الاستسلام الياباني لم ينقل السيادة رسميًا، كانت تايوان ماتزال جزءًا قانونيًا من اليابان وتحتلها الولايات المتحدة (مع تفويض السلطة الإدارية للاحتلال إلى القوميين الصينيين) وكان التدخل المباشر مناسبًا لإقليم بمثل هذا الوضع. بيد أن هذا التدخل المقترح قوبل بالرفض من قبل وزارة الخارجية الأمريكية. في تقرير إخباري عن تداعيات حادثة 228، ورد أن بعض السكان التايوانيين كانوا يتحدثون عن مناشدة الأمم المتحدة لوضع الجزيرة تحت تفويض دولي، كون استحواذ الصين على تايوان لم يكتسب الطابع الرسمي من قبل أي معاهدة دولية من قبل، وبالتالي كانت الجزيرة ماتزال تحت الاحتلال الحربي. وقد طالبوا لاحقًا باستحضار دور المعاهدة في مؤتمر السلام القادم حول اليابان، على أمل طلب استفتاء لتحديد المستقبل السياسي للجزيرة.

#### 1950-1953 - الحرب الكورية وتدخل الولايات المتحدة
في بداية عام 1950، بدا أن الرئيس الأمريكي هاري إس. ترومان قد قَبِل فكرة أن السيادة على تايوان قد تمت تسويتها بالفعل عندما صرحت وزارة الخارجية الأمريكية أنه «تماشيًا مع تصريحات [القاهرة وبوتسدام] جرى تسليم فورموزا إلى الجنرال شيانج كاي شيك، وعلى مدى السنوات الأربع الماضية قبلت الولايات المتحدة ودول الحلفاء الأخرى ممارسة السلطة الصينية على الجزيرة». ومع ذلك، بعد اندلاع الحرب الكورية، قرر ترومان«تحييد» تايوان زاعمًا أنها يمكن أن تشعل حربًا عالمية أخرى. في يونيو 1950، تعهد الرئيس ترومان، الذي كان قد قدم في السابق دعمًا مستترًا لشيانج كاي شيك وكان مستعدًا لرؤية تايوان تقع في أيدي الشيوعيين الصينيين، بوقف انتشار الشيوعية وأرسل أسطول الولايات المتحدة السابع إلى مضيق تايوان لمنع جمهورية الصين الشعبية (بّي آر سي) من مهاجمة تايوان، وأيضًا لمنع جمهورية الصين (آر أو سي) من مهاجمة البر الرئيسي للصين. ثم أعلن أن «تحديد الوضع المستقبلي لفورموزا يجب أن ينتظر استعادة الأمن في المحيط الهادئ أو تسوية سلمية مع اليابان أو أن تنظر بأمرها الأمم المتحدة». وأعاد الرئيس ترومان  تأكيد الموقف لاحقًا «بأن جميع المسائل التي تؤثر على فورموزا يجب تسويتها بالوسائل السلمية على النحو المنصوص عليه في ميثاق الأمم المتحدة» في رسالته الخاصة إلى الكونغرس في يوليو 1950. شجبت جمهورية الصين الشعبية تحركاته ووصفتها بأنها تدخل فاضح في الشؤون الداخلية للصين.
في 8 سبتمبر 1950، أمر الرئيس ترومان جون فوستر دالاس، مستشار السياسة الخارجية لوزير خارجية الولايات المتحدة آنذاك، بتنفيذ قراره بشأن «تحييد» تايوان في صياغة معاهدة السلام مع اليابان (معاهدة سان فرانسيسكو للسلام) لعام 1951. ووفقاً لمذكرات جورج إتش كير خيانة فورموزا، فقد ابتكر دالاس خطة تتخلى بموجبها اليابان أولاً عن سيادتها على تايوان دون بلد مستفيد ما يسمح بتحديد السيادة على تايوان من قِبل الولايات المتحدة والمملكة المتحدة والاتحاد السوفيتي وجمهورية الصين نيابة عن الدول الأخرى بشأن معاهدة السلام. وستُطرح مسألة تايوان في الأمم المتحدة (التي كانت جمهورية الصين ماتزال جزءًا منها) في حال لم تتمكن هذه الأطراف الأربعة من التوصل إلى اتفاق في غضون عام واحد.

#### 1952 - معاهدة السلام مع اليابان (سان فرانسيسكو)
عندما استعادت اليابان السيادة على أراضيها في عام 1952 بإبرام معاهدة السلام مع اليابان (معاهدة سان فرانسيسكو للسلام) مع 48 دولة، تخلت اليابان عن جميع مطالباتها وسندات ملكيتها على تايوان وبسكادورز. يدعي الكثيرون أن السيادة اليابانية لم تنتهِ حتى تلك اللحظة. كان الغائب الملحوظ في مؤتمر السلام هو جمهورية الصين التي طردت من البر الرئيسي للصين في ديسمبر 1949 نتيجة للحرب الأهلية الصينية وتراجعت إلى تايوان. ولم تُدعى جمهورية الصين الشعبية، التي أُعلن عنها في الأول من أكتوبر عام 1949. ربما كان الخلاف حول أي من الحكومتين هي الحكومة الشرعية للصين سببًا بعدم وجود الدعوة (إذ ادعت الحكومتان أنها الحكومة الشرعية)؛ لكن ربما لعبت اعتبارات الحرب الباردة دورًا أيضًا. وقد أقامت بعض الحكومات الرئيسية الممثلة في مؤتمر سان فرانسيسكو، مثل المملكة المتحدة والاتحاد السوفيتي علاقات مع جمهورية الصين الشعبية، في حين أن حكومات أخرى مثل الولايات المتحدة واليابان ماتزال تقيم علاقات مع جمهورية الصين (آر أو سي).
ذكرت المملكة المتحدة في ذلك الوقت للسجلات أن معاهدة سان فرانسيسكو للسلام «بحد ذاتها لا تحدد مستقبل هذه الجزر» وبالتالي كانت المملكة المتحدة، إلى جانب أستراليا ونيوزيلندا، سعيدة بالتوقيع على معاهدة السلام. أحد الأسباب الرئيسية التي قدمها مندوب الاتحاد السوفيتي لعدم التوقيع على المعاهدة هو أن: «المشروع يحتوي فقط على إشارة إلى تنازل اليابان عن حقوقها في هذه الأراضي [تايوان] ولكنه يتجاهل عمدًا أي ذكر لمصير هذه الأراضي».
نصت المادة 25 من هذه المعاهدة رسميًا على أن دول الحلفاء المحددة في المعاهدة هي وحدها التي يمكنها الاستفادة من هذه المعاهدة. لم تُدرج الصين كواحدة من دول الحلفاء؛ ومع ذلك، ماتزال المادة 21 توفر مزايا محدودة للصين من المادتين 10 و14(a)2. يعتبر تنازل اليابان عن تايوان أمرًا غير معتاد من حيث أنه لم يتم ذكر أي متلق لتايوان كجزء من خطة دالاس «لتحييد» تايوان. احتجت جمهورية الصين دون جدوى على عدم دعوتها إلى مؤتمر سان فرانسيسكو للسلام.